# Hungria nos Jogos Olímpicos de Inverno de 2022
Hungria participou dos Jogos Olímpicos de Inverno de 2022, realizados em Pequim, na China.
Foi a 24.ª aparição do país em Olimpíadas de Inverno, ou seja, em todas as edições dos Jogos de Inverno. Foi representado por 14 atletas, sendo oito homens e seis mulheres.

## Competidores
| Esporte                                | Masculino | Feminino | Total |
| -------------------------------------- | --------- | -------- | ----- |
| Esqui alpino                           | 1         | 1        | 2     |
| Esqui cross-country                    | 1         | 1        | 2     |
| Patinação artística                    | 1         | 1        | 2     |
| Patinação de velocidade em pista curta | 5         | 2        | 7     |
| Snowboard                              | 0         | 1        | 1     |
| Total                                  | 8         | 6        | 14    |

## Medalhas
Estes foram os medalhistas desta edição:
| Atleta                                                                         | Esporte                                | Evento                   | Medalha |
| ------------------------------------------------------------------------------ | -------------------------------------- | ------------------------ | ------- |
| Shaoang Liu                                                                    | Patinação de velocidade em pista curta | 500 m masculino          | Ouro    |
| Petra Jászapáti Zsófia Kónya Shaoang Liu Shaolin Sándor Liu John-Henry Krueger | Patinação de velocidade em pista curta | Revezamento 2000 m misto | Bronze  |
| Shaoang Liu                                                                    | Patinação de velocidade em pista curta | 1000 m masculino         | Bronze  |

## Desempenho

### Esqui alpino
Masculino
Feminino

### Esqui cross-country
Masculino
Feminino

### Patinação artística
Masculino
Feminino

### Patinação de velocidade em pista curta
Masculino
Feminino

### Snowboard
Feminino
Legenda
| Recorde mundial      | Recorde mundial (World record)               |                       | Recorde africano                      | Recorde africano (African) |                                           | Q | Classificado por posição (Qualified) |
| Recorde olímpico     | Recorde olímpico (Olympic record)            | Recorde da América    | Recorde da América (Americas)         | q                          | Classificado por melhor tempo (Qualified) |   |                                      |
| Melhor marca do ano  | Melhor marca do ano (World leading)          | Recorde asiático      | Recorde asiático (Asian)              | DNS                        | Não largou (Did not start)                |   |                                      |
| Recorde nacional     | Recorde nacional (National record)           | Recorde europeu       | Recorde europeu (European)            | DNF                        | Não terminou (Did not finish)             |   |                                      |
| Recorde pessoal      | Recorde pessoal do atleta (Personal best)    | Recorde da Oceania    | Recorde da Oceania (Oceania)          | DSQ / DQ                   | Desclassificado (Disqualified)            |   |                                      |
| Recorde da temporada | Recorde da temporada do atleta (Season best) | Recorde sul-americano | Recorde sul-americano (South America) | NM                         | Sem marca (No mark)                       |   |                                      |